# Mentor de Rhodes
Pour les articles homonymes, voir Mentor.
Mentor de Rhodes (en grec ancien Μέντωρ ó Ῥόδιος / Méntōr ó Ródios), né vers 385 av. J.-C., mort vers 340, est un mercenaire grec, frère de Memnon de Rhodes, qui lutte dans un premier temps contre Artaxerxès III, avant de se mettre à son service.

## Biographie
Mentor est né vers 385 av. J.-C., soit 5 ans environ avant son frère Memnon de Rhodes. Il entame sa carrière militaire en se mettant au service du satrape de Phrygie hellespontique Artabaze en 358 Cette alliance est scellée par un double mariage : Artabaze épouse la sœur de Mentor et Memnon ; Mentor épouse la jeune Barsine, la fille du satrape. Au début de 354, malgré leurs indéniables qualités militaires et le renfort d'un contingent thébain, les deux frères sont battus par les troupes d'Artaxerxès III. Memnon ainsi qu'Artabaze et Barsine, se réfugient alors à la cour de Philippe II, à Pella, où ils reçoivent un bon accueil, tandis que Mentor trouve asile en Égypte. Il est reçu par le pharaon Nectanébo II enchanté de recevoir le renfort d'un militaire réputé. 
Vers 350, il est envoyé à Sidon à la tête de 4 000 mercenaires pour voler au secours du roi de la cité de Tennes (Tabrit en phénicien) révoltée contre Artaxerxès III. Mentor est vainqueur des satrapes Mazaios et Belysis ; mais, conscient de la disproportion des forces, il change de camp après sa capture en 346 et laisse Sidon tomber aux mains des Perses. Tennes est incendiée par ses propres habitants. En novembre 343, Mentor, qui arrive à se concilier les faveurs de l'eunuque Bagoas, participe à la reconquête de l'Égypte par les Perses. Il reçoit en récompense le commandement des forces perses en Anatolie (342), ainsi que le pardon de son frère et de son beau-père alors exilés en Macédoine. Artabaze informe rapidement Mentor et son souverain des projets de Philippe. Mentor retrouve aussi Barsine qui lui donne une fille, qui épouse Néarque en 324. 
En 341, Mentor fait prisonnier Hermias d'Atarnée, tyran d'Assos ; emmené à Suse, ce dernier est soumis à la torture pour révéler les traités secrets contractés avec Philippe II, Hermias n'ayant jamais caché ses sympathies pour la Macédoine. Adversaire résolu des Macédoniens, Mentor est aussi impliqué dans le renversement de la reine d'Halicarnasse Ada par son frère Pixodaros. 
Mentor meurt vers 340. Son fils, Thymondas, commande les 30 000 mercenaires à la bataille d'Issos. 

## Source antique
- Diodore de Sicile, Bibliothèque historique [détail des éditions] [lire en ligne], XVI.